# Rhein Papier
Die Rhein Papier GmbH ist ein ehemaliger deutscher Papierhersteller, der zum finnischen Konzern UPM-Kymmene gehörte. Im Außenauftritt benutzte die Rhein Papier für Produkte, Standorte und Webseite die Konzernmarke UPM. Ihre zwei Standorte traten im Konzern eigenständig auf durch die Bezeichnung UPM Plattling bzw. UPM Hürth.

## Geschichte
Rhein Papier wurde im Dezember 2010 zusammen mit dem damaligen Mutterunternehmen Myllykoski von UPM-Kymmene übernommen.

## Fabriken
Zu Rhein Papier gehörten zwei Fabriken in Plattling und Hürth. Die Papierfabriken wurden 2023 und 2024 stillgelegt.

### UPM Plattling
Die 1982 gebaute Fabrik in Plattling wurde zum 1. Februar 1996 mit der Übernahme der München-Dachauer Papierfabriken von Myllykoski übernommen.
Seit 2011 werden die drei Papiermaschinen alle von einem eigenen KWK-Kraftwerk Dampf und Strom versorgt. Das System liefert 125 MW und 200 t Dampf pro Stunde, versorgt die Papierwerke zu nahezu 100 % mit Wärme und zu 70 % mit Strom. Finanziert und betrieben wird das Gas- und Dampfturbinenkraftwerk (GuD-Kraftwerk) von der E.ON Energy Projects GmbH (EEP). Das maßgeschneiderte Kraftwerk wurde für einen flexiblen Betrieb ausgelegt.
Die Fabrik in Plattling produziert SC- und LWC-Papiere und hat 480 Mitarbeiter im Jahr 2022. In den Papierfabriken sind zwei Maschinen aktuell in Betrieb, die dritte und älteste wurde im Juli 2019 Stillgelegt.
Im Juli 2023 kündigte UPM die dauerhafte Schließung des Werks Plattling zum Jahresende an, am 20. November 2023 endete die Produktion und insgesamt 500 Beschäftigte von UPM und dem Serviceunternehmen Valmet verloren ihre Arbeit.

### UPM Hürth
Ab Juli 2001 wurde in Hürth bei Köln eine neue Produktionsstätte für Zeitungsdruckpapier aus Altpapier der deutschen Tochter Rhein Papier GmbH des finnischen Familienunternehmens Myllykoski vom Maschinenhersteller Voith für 280 Mio. Euro gebaut und ging im Juli 2002 in Betrieb. 2002 erwirtschaftete die Fabrik rund 150 Mio. Euro Umsatz mit 156 Mitarbeitern. Die Papiermaschine der Fabrik – die sogenannten PM 1 –  hielt schon öfter den Geschwindigkeitsrekord für Zeitungsdruckmaschinen: am 21. März 2003 wurden 1912 m/min erreicht, das entspricht einer Geschwindigkeit der Papierbahn bei der Aufrollung von 114,7 km/h. Dieser Rekord konnte am 9. September 2010 auf bis zu 2020 m/min für 24 Stunden gesteigert werden.  Im Jahr 2020 betrug die Zahl der Mitarbeiter 125.
Seit November 2020 befindet sich auf dem Werksgelände erstmals eine eigene Energieversorgung im Bau mit einem 45 Meter hohen Treppenturm. Das Biomasseheizkraftwerk wird von GSH Green Steam Hürth GmbH errichtet und betrieben, welche eine Tochter der E.ON Energy Projects GmbH ist. Für eine CO2-neutralen Lösung sollen regionale Ernterückständen und Landschaftspflegeholz als Brennstoff dienen mit einer thermischen Leistung von 88 MW und einer elektrischen Leistung von 20 MW und damit die Papierproduktion mit klimaneutralen Strom und grünen Dampf liefern und gelegentlich auch Strom in das öffentliche Netz einspeisen.
Am 31. August 2024 wurde die Produktion eingestellt und die Papierfabrik stillgelegt.